# Ed O'Neill
Edward "Ed" O'Neill, Jr., född 12 april 1946 i Youngstown, Ohio, är en amerikansk skådespelare. O'Neill är mest känd för sin roll som skoförsäljaren Al Bundy i TV-serien Våra värsta år och som Jay Pritchett i TV-serien Modern Family. 
O'Neill är gift med skådespelaren Cathrine Rusoff. Från och med 2016 bor de i Los Angeles med sina två döttrar.
Han är upphovsman till en populär smörgås kallad Boone som säljs på Se-port Deli i Setauket, New York. O'Neill har tränat brasiliansk jiu-jitsu i 22 år och fick i december 2007 sitt svarta bälte av Rorion Gracie.

## Filmografi i urval
- 1970 - All My Children (TV-serie)
- 1980 – Cruising
- 1980 – Krigshundarna
- 1987-1997 - Våra värsta år (TV-serie)
- 1989 – En snut på hugget
- 1990 – Ford Fairlane
- 1992 – Wayne's World
- 1993 – Wayne's World 2
- 1994 – Little Giants
- 1999 – I samlarens spår
- 2004 – Spartan
- 2004-2005 - Vita huset (TV-serie)
- 2009-2020 - Modern Family (TV-serie)
- 2012 – Röjar-Ralf (röst)
- 2015 – Entourage